# Бунилівське (заказник)
Буни́лівське — гідрологічний заказник місцевого значення в Україні. Розташований у межах Прилуцького району Чернігівської області, біля сіл Смош, Мільки, Переволочна. 
Площа 1370,9 га. Статус присвоєно згідно з рішенням Чернігівського облвиконкому від 28.08.1989 року № 164. Перебуває у віданні: Переволочнянська сільська рада. 
Статус присвоєно для збереження низинного осоково-очеретяного болота в заплаві річки Удай.